# Pepa Doncel (película)
Pepa Doncel es un drama romántico estrenado en 1969, escrito por Antonio Gala y Luis Lucia y dirigido por este último. Fue protagonizado por Aurora Bautista y Juan Luis Galiardo.
Se trata de una adaptación cinematográfica de la obra teatral homónima de Jacinto Benavente.

## Sinopsis
Felisa es una mujer que ejercía la prostitución en el Cabaret Tropicana bajo el alias de Pepa Doncel. Tras quedarse embarazada de Gonzalo, su proxeneta, Pepa decidió cambiar de vida casándose con Felipe Cifuentes, un hombre de negocios mucho mayor que ella, del que heredó una gran fortuna al enviudar, además de su puesto en el consejo de administración de una importante inmobiliaria. Dicha empresa está iniciando el proceso de construcción de una urbanización, en unos terrenos ocupados por chabolistas. Pepa pretende que una parte de las viviendas vayan a parar a los chabolistas, pero esta actitud caritativa de ella, provoca que el resto de accionistas de la inmobiliaria se oponga, recordándole su turbio pasado.
Mientras tanto, trata de concertar para su hija Genoveva un matrimonio de conveniencia que asegure su futuro, pero ella desea casarse con un joven estudiante y músico que ha conocido. Finalmente el pretendiente, un hombre bien situado en la sociedad, termina casándose con la propia Felisa.

## Reparto
- Aurora Bautista como Felisa Medina Fernández 'Pepa Doncel'
- Juan Luis Galiardo como Gonzalo Carvajal Sastre
- Maribel Martín como Genoveva
- Mercedes Vecino como La Tira
- Gracita Morales como Trini 'La Amoníaco'
- Amalia de Isaura
- Carlos Ballesteros
- Fernando Guillén
- Julio Goróstegui
- Antonio Casas
- María Asquerino
- Junior
- Ángel Menéndez
- Emilio Alonso